# Mellan himmel och helvete
Mellan himmel och helvete (originaltitel The Wish List) är en bok skriven av Eoin Colfer.

## Handling
En 14-årig flicka gör inbrott hos en äldre man, men blir sedan av sin inbrottspartner mördad. När hennes själ är på väg genom tunneln mellan himmel och helvete, upptäcks det att hon har en lila färg. Alla röda personer kommer i boken till helvetet, medan de blå personerna hamnar i himlen. Är man en lila person så är man mitt emellan himmel och helvete, något som mäts ut av djävlarna och änglarna, och skickas då tillbaka till jorden för att få ett uppdrag. Klarar man sig, hamnar man i himlen. Misslyckas man, hamnar man i helvetet...